# Mine d'Hallein
La mine d'Hallein est une mine souterraine de sel située à Hallein, dans le land de Salzbourg, en Autriche.